# Afvækst
Afvækst (det tilsvarende engelske ord degrowth anvendes også sommetider direkte på dansk) betegner en situation med ingen eller evt. negativ økonomisk vækst. Udtrykket bruges især i kredse, som er kritiske overfor den økonomiske vækst, eksempelvis af miljømæssige årsager. Lignende tankegange betegnes ofte modvækst eller antivækst.
Et eksempel på afvækst-tankegangen og -terminologien er den franske forsker Timothée Parrique, der i 2022 udgav debatbogen Ralentir ou périr: L'économie de la décroissance, der blev meget solgt i Frankrig og efterfølgende oversat til ni forskellige sprog, deriblandt dansk, idet bogen i marts 2025 blev udgivet af Hans Reitzels Forlag under titlen Afvækst eller undergang.

## Etymologi
"Afvækst" er et gammelt ord i dansk, som ifølge Ordbog over det Danske Sprog kendes på skrift fra 1758 og betyder aftagen eller formindskelse. I "Supplement til ODS", der udkom 1992-2005, nævnes, at ordet er sjældent i det 20. århundrede, men der nævnes også et citat fra dagbladet Information fra 1974.  På fransk kan ordet décroissance spores tilbage til 1972, hvor det blev brugt af den franske socialfilosof André Gorz. I 2000-tallet er afvækst eller degrowth-tankegangen igen blevet mere omtalt.

## Historie
Den første internationale konference om afvækst (på fransk décroissance) blev afholdt i Paris i 2008 og kan ses som starten på en mere organiseret afvækst-bevægelse, selvom kritik af den økonomiske vækst ud fra miljømæssige tankegange er en del ældre. Romklubben, der blev grundlagt i 1960'erne og offentliggjorde den berømte rapport Grænser for vækst i 1972, er et eksempel.

## Afvækst kontra bæredygtig vækst
De fleste økonomer mener, at det er muligt at løse klima- og miljøproblemerne via en grøn omstilling uden at skulle bremse den økonomiske vækst helt, selvom en sådan omstilling ikke vil komme af sig selv. Beregninger peger således på, at omstilling til en klimaneutral økonomi vil koste nogle få procent af BNP og altså være en overkommelig udgift. Det vurderes med andre ord af flertallet af økonomer, at bæredygtig vækst eller grøn vækst vil være mulig og en egentlig afvækst derfor ikke nødvendig.